# Missão sui iuris de Turcas e Caicos
A Missão sui iuris de Turcas e Caicos (em latim:  Missio Sui Iuris Turcensium et Caicensium) é uma missão sui iuris de rito latino da Igreja Católica no Caribe. A missão abrange a totalidade da dependência britânica de Turcas e Caicos. A missão é sufragânea da Arquidiocese de Nassau e um membro da Conferência Episcopal das Antilhas.
A missão de Turcas e Caicos foi eregida da Arquidiocese de Nassau, em 10 de junho de 1984. Foi inicialmente ligada à Arquidiocese de Nassau, e administrada por sacerdotes das Bahamas. No entanto, em 1998, a administração foi transferida para a Arquidiocese de Newark, nos Estados Unidos. O arcebispo de Newark é o superior da missão. Ele aponta um vigário-geral e sacerdotes de Newark para servir nas paróquias da missão.

## Líderes
1. Lawrence Aloysius Burke S.J. (1984-1998)
2. Theodore Edgar McCarrick (1998-2000)
3. John Joseph Myers (2001-2016)
4. Joseph William Tobin, C.SS.R (2016-)